# Wardrobe Tower

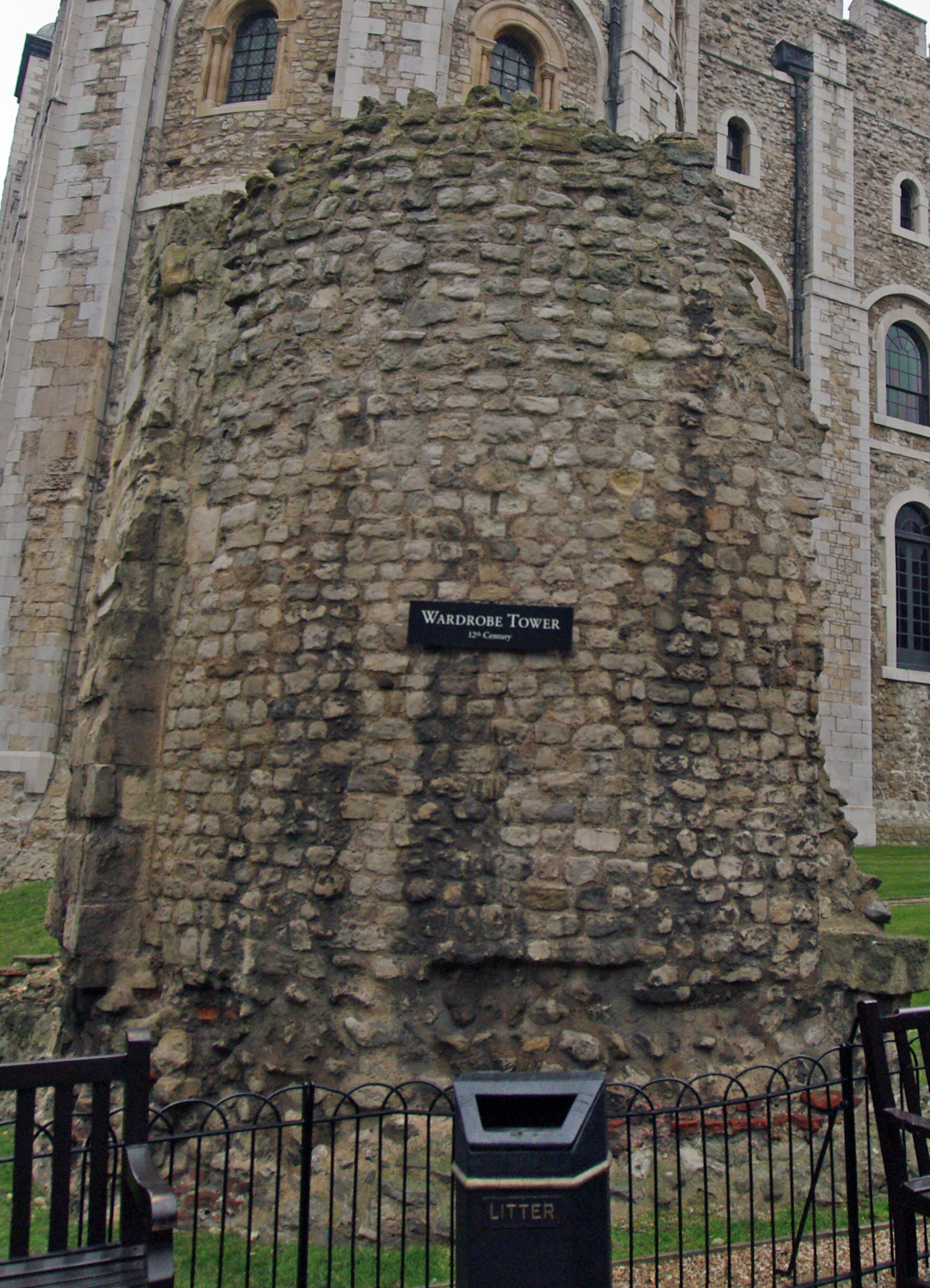
Der untere noch erhaltene Teil des Wardrober Towers

Der Wardrobe Tower war ein Turm in der Festungsanlage des Tower of London. Der vermutlich in den 1190er Jahren gebaute Turm gehörte zu den Anlagen, die den innersten Festungsring abgrenzten. Er markiert dessen nordöstliche Ecke und ist heute nur noch als Ruine erhalten. Benannt ist er nach dem Wardrobe, dem persönlichen Haushalt eines englischen Königs, dessen Gegenstände und Utensilien, darunter auch die Kronjuwelen, zeitweise im Tower gelagert wurden. Die heute noch vorhandenen Reste sind etwas über 2 Meter hoch und bestehen aus Naturstein und Backstein.
Der Wardrobe Tower entstand, als der Tower of London begann, sich zu einer komplexeren Festungsanlage zu wandeln. War er vorher ein großer Keep mit einer umgebenden Mauer gewesen, war der unter Richard Löwenherz errichtete Wardrobe Tower Teil von Festungsanlagen, die den Tower of London in einen inneren und einen äußeren Festungsring unterteilten. Der Wardrobe Tower stand an der nordöstlichen Grenze des inneren zum äußeren Rings.
Ursprünglich verband eine Mauer den White Tower im Zentrum der Festung mit dem Wardrobe Tower. Diese wurde 1879 niedergerissen. Der Wardrobe Tower befand sich an der Stelle, wo im 12. Jahrhundert auch noch die alte römische Stadtmauer Londiniums stand. Seine halbkreisförmige Form beruht darauf, dass der Turm auf einer der typischen römischen Bastionen der Stadtmauer aufgebaut wurde. Im späten 17. Jahrhundert wurde ein Türmchen mit Uhr ergänzt, das aber bereits 1715 wegen statischer Unsicherheit wieder abgerissen wurde.
In den Jahrhunderten der Entwicklung des Towers wurde der Wardrobe Tower vollkommen in andere Gebäude eingebaut. Erst als im späten 19. Jahrhundert der Architekt John Taylor das Projekt von Anthony Salvin fortsetzte, dem Tower wieder ein stärker mittelalterliches Aussehen zu geben, tauchten die Reste des Wardrobe Towers wieder auf. Taylor ließ die Horse Armoury abreißen, die direkt an den White Tower angrenzte, um diesen wieder als Solitär zu präsentieren. Bei den Anbauten am südöstlichen Ende des White Towers tauchten zur Überraschung des Baumeisters Reste des Wardrobe Towers wieder auf, die bei den Abrissarbeiten beschädigt wurden. Nur unter öffentlichem Protest konnte Taylor davon abgebracht werden, auch diese Gebäudereste mit abzureißen. Nur knapp entging eines der ältesten Gebäude des Tower der re-mittelalterlichen Gestaltung des Towers.
Der Turm diente als Büro und Lager für den nahegelegenen White Tower. In den Zeiten von Heinrich III. befand sich im Wardrobe Tower die Finanzverwaltung des Konstabler des Towers. Walter Raleigh verbrachte den Anfang seiner Haftzeit im Tower of London im Wardrobe Tower, bevor er in den Bloody Tower verlegt wurde.
In der Nähe des Turms ist der alte Verlauf der Festungsmauer an dieser Stelle auf dem Boden markiert. Bei Ausgrabungen fanden sich Mauerreste aus Sandstein, die zu einer 3,5 Meter langen und 4,5 Meter hohen Mauer gehörten.